# Peurise Awe
Das Peurise Awe, auch Peurise Awi, ist ein Schild aus Indonesien.

## Beschreibung
Das Peurise Awe ist eine Version des Peurise. Er ist aus flachgeschlagenen Rattanschnüren geflochten und oft mit halbkugelförmigen, breiträndrigen Verzierungen aus Messing beschlagen. An den Schild ist ein Rand aus dichter geflochtenem Rattan angebracht. Dieser dient der Stabilisierung der Außenkante des Schildes. Bei manchen Versionen ist die Außenseite des Schildes mit rotem oder schwarzem Baumwollstoff bezogen. Das Peurise Awe wird von Ethnien in Indonesien benutzt.